# Song (État)
 (août 2024).
Si vous disposez d'ouvrages ou d'articles de référence ou si vous connaissez des sites web de qualité traitant du thème abordé ici, merci de compléter l'article en donnant les références utiles à sa vérifiabilité et en les liant à la section « Notes et références ».

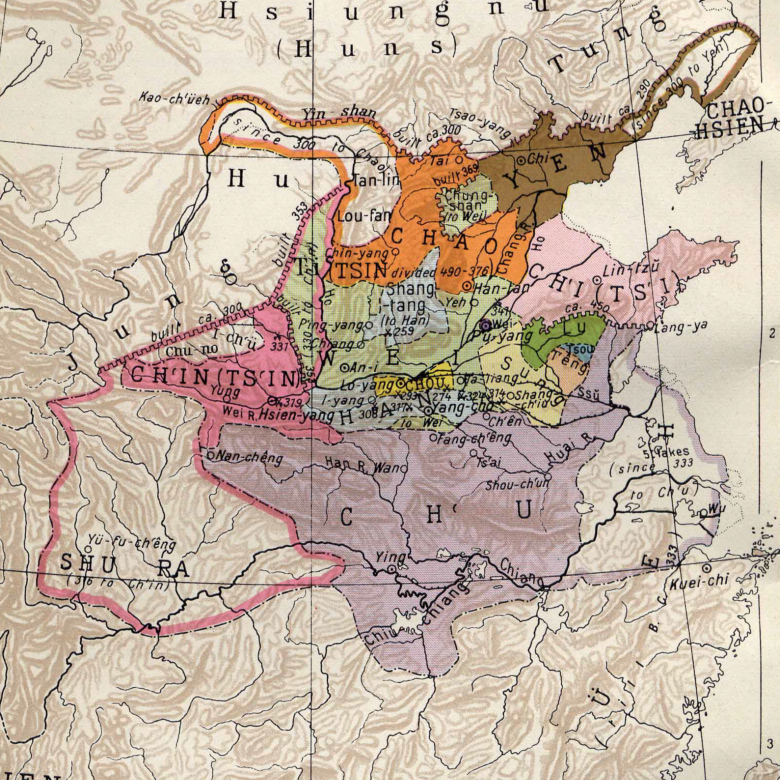
Carte avec l'État de Song (écrit "Sung").

Song était un État chinois durant la période de la dynastie Zhou, d'environ 1040 à 286 av. J.-C., localisé dans l'actuelle province du Henan. 

## Histoire

### Fondation
Cet État est fondé après la défaite définitive de la dynastie Shang par les Zhou. Un frère du dernier roi Shang se voit concéder un fief par les vainqueurs, et établit alors les bases de la principauté de Song. Il peut ainsi poursuivre le culte des ancêtres dynastiques de la dynastie Shang, mais ne dispose plus de la puissance de ses illustres prédécesseurs. Sa capitale est établie à Shangqiu. Cette époque est attestée par les découvertes archéologiques du site de Daqinggong, dominées par une tombe présentant un matériel archéologique (notamment des vases en bronze rituels et des armes) proche du style Shang. Le défunt enterré dans cette tombe princière, nommé Changzi Kou, pourrait ne faire qu'un avec Weizi Qi, le fondateur de l’État de Song. 

### Apogée
La principauté de Song joue un rôle secondaire dans l'histoire des royaumes de la période Zhou, à quelques exceptions près. Durant la période des Printemps et des Automnes, le duc Xiang de Song (651-637 av. J.-C.) est un des plus puissants princes de la Plaine centrale, pouvant revendiquer le statut d'hégémon, mais il est finalement vaincu par Chu. 

### Déclin et chute
Les dernières années de Song sont marquées par de nouvelles tentatives d'émancipation face aux grandes puissances : plusieurs révoltes secouent la cour princière, aboutissant à la montée sur le trône du prince Dai Yan, qui se proclame roi sous le nom de Kang en 317 av. J.-C. Il réussit quelques campagnes militaires victorieuses, s'empare des états de Teng et de Xue. Le pays de Song, en dépit de sa petite taille, restait un état puissant. Il résista victorieusement contre les invasions des pays de Qi, de Chu et de Wei. Finalement, ces trois états se coalisèrent en 286 av. J.-C. pour vaincre Song. Après sa défaite, le roi Kang est exécuté et Song divisé en trois.

## Souverains
Sauf indication contraire, le souverain est le fils de son prédécesseur.
1. Duc Weizi (en) 微子 (Qi 啟), frère du dernier roi des Shang, Di Xin
2. Weizhong (zh) 微仲 (Yan 衍), frère du précédent
3. Duc Ji (zh) 宋公稽
4. Duc Ding (zh) 宋丁公 (Shen 申)
5. Duc Min Ier (zh) 宋湣公 (Gong 共), ancêtre de Confucius
6. Duc Yang (zh) 宋煬公 (Xi 熙), frère cadet du précédent
7. Duc Li (zh) 宋厲公 (Fusi 鮒祀), fils du duc Min I
8. Duc Xi (zh) 宋僖公 (Ju 舉), 859-831
9. Duc Hui (zh) 宋惠公 (Jian 覵), 830-800
10. Duc Ai (zh) 宋哀公, 799
11. Duc Dai (zh) 宋戴公, 799-766
12. Duc Wu (zh) 宋武公 (Sikong 司空), 765-748
13. Duc Xuan (zh) 宋宣公 (Li 力), 747-729
14. Duc Mu (zh) 宋穆公 (He 和), 728-720, frère cadet du précédent
15. Duc Shang (zh) 宋殤公 (Yuyi 與夷), 719-711
16. Duc Zhuang (zh) 宋莊公 (Feng 馮), 710-692
17. Duc Min II (zh) 宋閔公 (Jie 捷), 691-682
18. Duc You (zh) 宋公游, assassiné moins de 3 mois après l'accession.
19. Duc Huan Ier (zh) 宋桓公 (Yuyue 御說), 681-651, frère cadet du duc Min II
20. Duc Xiang (en) 宋襄公 (Zifu茲父), 650-637
21. Duc Cheng (zh) 宋成公 (Wangchen 王臣), 636-620
22. Duc Yu (zh) 宋公禦, frère cadet du précédent, assassiné moins d'un mois après son accession.
23. Duc Zhao Ier (zh) 宋昭公 (Chujiu 杵臼), 619-611, fils du duc Cheng
24. Duc Wen (zh) 宋文公 (Bao 鮑), 610-589, frère cadet du précédent
25. Duc Gong (zh) 宋共公 (Xia 瑕), 588-576
26. Duc Ping (zh) 宋平公 (Cheng 成), 575-532
27. Duc Yuan (zh) 宋元公 (Zuo 佐), 531-517
28. Duc Jing (zh) 宋景公 (Touman 頭曼), 516-451
29. Song Gongqi (zh) 宋公啟
30. Duc Zhao II (zh) 宋昭公 (De 得), 450-404, arrière-petit-fils du duc Yuan ; peut-être 468-404, faisant de lui l'un des monarques les plus anciens .
31. Duc Dao (zh) 宋悼公 (Gouyou 購由), 403-396
32. Duc Xiu (zh) 宋休公 (Tian田), 395-373
33. Duc Huan II (zh) 宋桓公 (Bibing 辟兵), 372-370
34. Seigneur Ticheng (zh) 宋剔成君, 369-329, descendant du 11e duc, Dai
35. Roi Yan (en) 宋王偃, 328-286, frère cadet du précédent